# Slovaquie occidentale

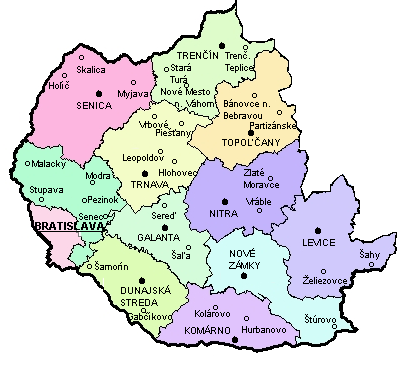
Carte de l’ancienne région de Slovaquie occidentale avec les districts de l'époque et les villes principales

La Slovaquie occidentale a constitué de 1960 à 1990 une région administrative de la Tchécoslovaquie (Zapadnoslovenský kraj), dont le chef-lieu était Bratislava.
Elle a été scindée en quatre régions (kraj) en 1990/1996 :
- Région de Bratislava (Bratislavský kraj), chef-lieu : Bratislava (avait déjà une place spécifique depuis 1969),
- Région de Nitra (Nitrianský kraj), chef-lieu : Nitra,
- Région de Trnava (Trnavský kraj), chef-lieu : Trnava
- Région de Trenčín (Trenčínský kraj), chef-lieu : Trenčín

Cette dénomination, qui recouvre le même territoire, a été recréée en 1999 en tant qu'unité statistique européenne de niveau NUTS 2, qualifié d'oblasť.